# Mauritius (Mitdoge)
Mauritius (II.) († nach 803 im Frankenreich) war ein venezianischer Doge. Er wurde von seinem Vater, dem Dogen Johannes Galbaius, auf den Dogenstuhl erhoben und damit zu dessen Mitherrscher oder Mitdogen (797–803). Der Doge wiederum war selbst von seinem Vater Mauritius (I.) zum Mitherrscher erhoben worden, so dass mit den Galbaii eine erste venezianische Herrscherdynastie entstand (764–803). Sie endete 803 mit der Vertreibung von Johannes und seinem Sohn Mauritius, nachdem letzterer den Patriarchen von Grado hatte ermorden lassen. Mauritius nämlich hatte auf Geheiß seines Vaters den Patriarchen Johannes von einem Turm gestürzt. Der weitere Verbleib der ins Frankenreich geflohenen Dogen ist nicht bekannt, ebenso wie der Zeitpunkt ihres Todes. 
Die venezianische historiographische Tradition, die seit dem 14. Jahrhundert zunehmend staatlich gesteuerte Geschichtsschreibung, akzeptierte Mauritius, der von seinem Vater als Doge eingesetzt worden war, nie als Dogen, wenn sich auch Hinweise finden, dass es zur Legitimität des zweiten Mauritius spätestens im 18. Jahrhundert abweichende Auffassungen gab. Mauritius (II.) erscheint dementsprechend nicht in der Liste der 120 Dogen, die die späte venezianische Tradition kannte, die aber von der modernen Historiographie zunehmend in Frage gestellt wird.

## Leben und Mitherrschaft

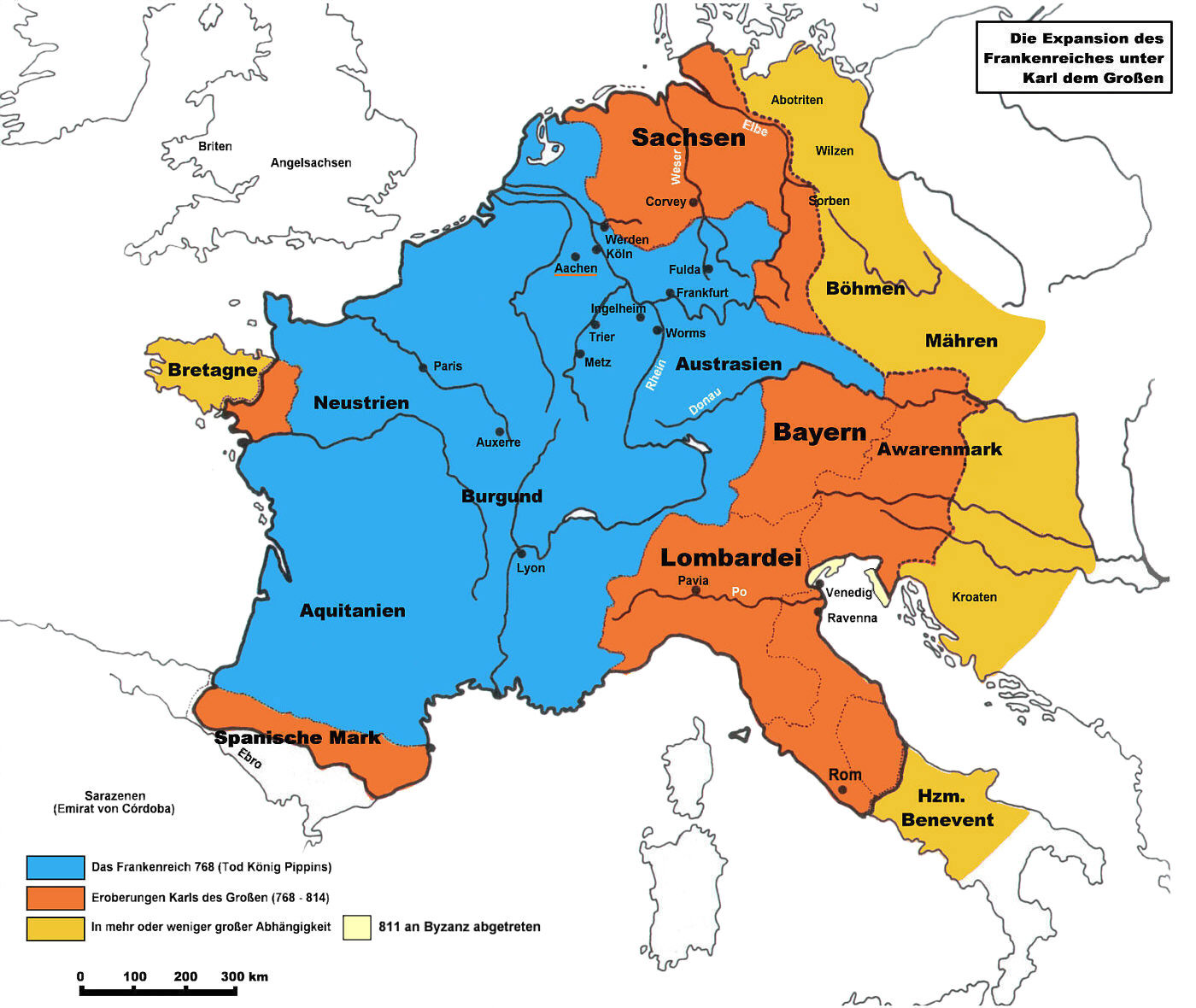
Fränkische Eroberungen zwischen 768 und 816; venezianisches Territorium

Mit den Franken trat nach der Eroberung des Langobardenreichs spätestens 774 eine Großmacht in Oberitalien auf, die sich seit Jahrzehnten mit dem Papst im Bündnis sah. Letzterer beanspruchte erhebliche Teile Oberitaliens und so wurden die venezianischen Händler 785 aus der Pentapolis – das sind die in den Marken gelegenen fünf Orte Rimini, Pesaro, Fano, Senigallia und Ancona – verbannt.
Johannes' Bestreben war es, sich an dem Patriarchen von Grado, dem Rivalen Venedigs um die Vorherrschaft in Venetien und im Friaul, zu rächen, der die besagte Vertreibung der Kaufleute betrieben hatte. Sein Vater hatte das Bistum Olivolo von Grado abgespalten und dort, in der Lagune von Venedig, zwischen 774 und 776 Obeliebato (Johannes Diaconus, S. 98 f.) als Bischof eingesetzt. Grado war wiederum Teil des Frankenreiches, mit dem Venedig in Konflikt zu geraten drohte. Diese Abspaltung führte darüber hinaus zu heftigen Auseinandersetzungen mit einem weiteren Johannes, dem Patriarchen von Grado, der seine Rechte verletzt sah.
Nachdem den Franken 787/788 die Eroberung Istriens gelungen war, erhöhte der Patriarch von Grado den Druck auf das Dukat Venedig, denn ihm waren seine Einnahmequellen in den eroberten Gebieten entzogen worden. Er konzentrierte sich nun auf sein neues Bündnis mit dem Papst und den Franken, deren Expansion er unterstützte. Als Bischof Obeliebato von Olivolo 795 starb, sollte ihm der griechischstämmige Cristoforo – „nacione grecus“ (Andrea Dandolo, S. 124) – nachfolgen. Patriarch Johannes weigerte sich jedoch, den neuen Bischof von Venedigs Gnaden anzuerkennen.
In der modernen Forschung, seien es die Arbeiten von Roberto Cessi oder Girolamo Arnaldi und Massimiliano Pavan, von Gherardo Ortalli oder Andrea Castagnetti, wird die Dauer der Regierungszeiten, wie sie auf die Chronik des Andrea Dandolo, also auf das 14. Jahrhundert zurückgehen, nicht mehr akzeptiert. Die Chronik des Johannes Diaconus, die wohl um 1000 entstanden ist, wird daher zur Begründung herangezogen, dass der Doge Johannes erst 797, also zehn Jahre später als bei Andrea Dandolo, ins Amt kam.
Der amtierende Doge Mauritius (I.) hatte ab 778/779 versucht – vielleicht nach byzantinischem Vorbild – als erster eine Mitregentschaft seines Sohnes durchzusetzen. Mit dem Tod seines Vaters erbte dieser Sohn, Johannes, das Amt des Dogen – daher wird er als Alleinherrscher, im Gegensatz zu seinem Sohn, anerkannt. Johannes wiederum erhob nach dem Procedere, das sein Vater eingeschlagen hatte, seinen eigenen Sohn Mauritius (II.) zum Dogen. Dieses Verfahren aus eigenem Machtanspruch, ohne jede äußere Legitimation, wurde jedoch nie akzeptiert und von der venezianischen Geschichtsschreibung abgelehnt.
Dieser regionale Konflikt geriet mit dem Streit zwischen den Franken und den „Griechen“, dem Byzantinischen Reich also, bald in einen umfassenden Kampf. Nachdem der Frankenkönig Karl I. zum Kaiser gekrönt worden war, spitzte sich ab 801 der Streit zwischen den beiden Kaiserreichen, aber auch zwischen dem Dogenhaus und Grado weiter zu. Der ab 802 herrschende Kaiser Nikephoros I. lehnte Karls Titel- und Herrschaftsansprüche ab, so dass es zum offenen Konflikt kam. Die antifränkische Politik des Dogen, und auch die Gegnerschaft zu Papst Leo III. eskalierten. Die Feindschaft zwischen dem Dogen Johannes und dem gleichnamigen Patriarchen erreichte demzufolge ihren Höhepunkt im Jahr 802. In diesem Jahr wies der Doge seinen Sohn Mauritius an, an der Spitze einer Flotte eine Strafexpedition durchzuführen. Grado wurde attackiert und zerstört, der gefangene Patriarch wurde von einem ‚sehr hohen Turm‘ („altissima turre“) gestürzt, möglicherweise von einem der Türme des Castrum, in dem der Patriarch residiert hatte (Dandolo, S. 126), der dieses Amt seit 766 ausgefüllt hatte.
Auf den Ermordeten folgte wenige Monate später Fortunatus, ein Verwandter, vielleicht ein Neffe. Er verfolgte eine noch deutlicher profränkische Politik als sein Vorgänger. Auch verbündete er sich mit innervenezianischen Opponenten gegen den Dogen und seinen Sohn Mauritius. Die Gunst des Frankenkaisers erwies sich im Jahr 803, als dieser Fortunatus nicht nur die Bestätigung seiner Besitztümer erhielt, dazu Immunitäten und Privilegien. Der Doge Johannes musste schließlich fliehen, möglicherweise nach Mantua, und auch sein Sohn floh auf fränkisches Gebiet, nach „Francia“, wie Johannes Diaconus unpräzise vermerkt (S. 101). Ob sie im Exil als „cittadini privati“ lebten, wie Roberto Cessi 1963 mutmaßte (I, S. 136), ist unklar. Die Spuren von Vater und Sohn verlieren sich in den Quellen.

## Rezeption

### Bis gegen Ende der Republik Venedig
Für das Venedig zur Zeit des Andrea Dandolo war die Deutung, die man der Mitherrschaft des Mauritius beilegte, von einiger Bedeutung. Dabei legten die führenden Gremien größten Wert auf die Kontrolle über die Geschichtsschreibung. Ihr Augenmerk galt der Entwicklung der Verfassung, den inneren Auseinandersetzungen zwischen den possessores, aber auch den Machtverschiebungen innerhalb der Adria und im östlichen Mittelmeerraum sowie in Italien. Die Galbai standen für den Versuch, eine erste Dynastie zu bilden, was sich in Venedig letztlich trotz mehrerer Versuche nicht dauerhaft durchsetzen ließ, und was im 14. Jahrhundert seit langem innerhalb des herrschenden Patriziats abgelehnt wurde. Zudem standen die Fragen nach der Souveränität zwischen den Kaiserreichen, des Rechts aus eigener Wurzel, der Abgrenzung gegenüber den militärisch oftmals weit überlegenen Festlandsmächten, allen voran gegenüber dem Römisch-deutschen Reich und dem Frankenreich, mithin der Herleitung und Legitimation ihres territorialen Anspruches, dabei stets im Mittelpunkt. Gerade die Überlagerung des weltlichen Territoriums mit geistlichen Machtansprüchen konnte die Klarheit der Legitimation unterminieren und auswärtigen Mächten die Möglichkeit der Einmischung bieten. Darüber hinaus ignorierte man bei den frühesten Dogen den Einfluss der Volksversammlung, des arengo, der im 13. Jahrhundert endgültig seinen Einfluss verlor, und erkannte daher auch durchaus die epochale Bedeutung, die der Gründung einer Dogendynastie zukam, einer Herrschaftsform, die die Großen in Venedig immer zu unterbinden suchten. So war es konsequent, dass man die Erhebung von Mauritius (II.) zum Mitdogen verschwieg.
Pietro Marcello tadelt 1502 in seinem später ins Volgare unter dem Titel Vite de'prencipi di Vinegia übersetzten Werk, den Dogen Johannes vor allem wegen seines Verhaltens gegenüber dem Patriarchen Fortunatus und der darauf folgenden militärischen Intervention Pippins, dem dies von seinem Vater Karl dem Großen befohlen worden sei. Dort heißt es zudem, dass Johannes neun Jahre allein regiert habe, und dass er in seinem siebenten Jahr seinen Sohn ins höchste Amt gehievt habe. Zugleich zählte Marcello die drei Galbaii als einen einzigen Dogen und summierte sie im Abschnitt „MAVRITIO GALBAIO. DOGE VII.“, dem unvermittelt auf Seite 10 der Abschnitt „OBELERIO ANTENORIO. DOGE VIII.“ folgt.
Kaum weniger knapp berichtet Gian Giacomo Caroldo in seiner Chronik, die er zwischen 1520 und 1532 verfasste. Caroldo, der sich nach seinen eigenen Worten auf die Chronik des Andrea Dandolo stützt (S. 54), vermerkt, die Venezianer „constituirono Iovanni [sic!] suo figliuolo consorte della Ducal dignità“. Diese ‚Ernennung‘ zum Mitdogen („consorte“) seines Vaters, geschah demnach im Jahr „DCCLXXVIJ“, also 777 (S. 50). Der Autor hält die Tatsache, dass die Venezianer zwei Dogen hatten für ein „pernicioso essempio a successori“, für ein ‚schädliches‘ oder ‚unheilvolles‘ Beispiel für die Nachfolger. Als Iohannes' Vater Mauritius starb, folgte ihm sein Sohn im Jahr 787 im Amt. Iohannes erhob nun seinerseits im Jahr 792 seinen Sohn Mauritius im Einverständnis mit den Venezianern zum Mitdogen. In dieser Zeit stieg das Wasser dermaßen an, wie Caroldo einflicht, dass viele Inseln überschwemmt wurden – Caroldo schreibt von „tanta escrescenza“, ein Begriff, mit dem man heute im medizinischen Bereich Wucherungen beschreibt. Diese Überschwemmungen lassen sich inzwischen archäologisch nachweisen. 801 schickte Iohannes seinen Sohn mit Heer und Flotte aus, den Patriarchen zu vernichten („rovinare“). Mauritius (II.) attackierte Grado ‚grausam‘, der verwundete Patriarch wurde vom höchsten Turm seines eigenen Palastes zu Tode gestürzt („gettato a terra et morto“). An seine Stelle wurde „Fortunato Tergestino“ gewählt (Fortunatus II.), ein Verwandter des Toten, der seinerseits fürchtete, ihn könne das gleich Schicksal treffen. Daher initiierte er eine Verschwörung gegen die beiden Dogen „con alcuni primarij Venetiani“. Diese wurde jedoch entdeckt, und so entschloss sich Fortunatus, Venedig zu verlassen („deliberò partir da Venetia“). Ihm schlossen sich „Obelerio Tribuno Mathemaucense, Felice Tribuno, Demetrio Mariniano et molti altri“ an. Fortunatus ging ins Frankenreich, während die übrigen Verschwörer in Treviso blieben. Auf Veranlassung derjenigen, die in Venedig (gemeint ist wohl Metamaucum, der Hauptort der Lagune, von wo auch Obelerio stammte) geblieben waren, wählten sie „Obelerio Tribuno“ zum Dogen. Vor diesem flohen die nunmehr ‚verlorenen‘ Dogen, wie Caroldo schreibt: „per il che Ioanni et Mauritio, smariti, abbandonorono il Ducato et la Patria“. Mauritius ging ins Frankenreich, Vater und Sohn gelang nie die Rückkehr, sie mussten außerhalb von Venedig sterben (S. 51). Insgesamt habe Iohannes Galbaius 25 Jahre geherrscht, davon neun Jahre mit seinem Vater und sieben mit seinem Sohn.

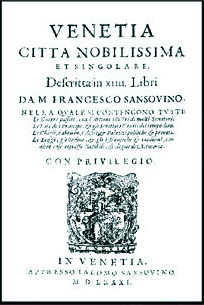
Titelblatt von Francesco Sansovinos Venetia città nobilissima, Venedig 1581

Francesco Sansovino (1512–1586) gab in seinem 1587 in Venedig erschienenen Opus Delle cose notabili della città di Venetia, Libri II den Namen des Dogensohnes mit „Giovanni“ in einem knappen Abschnitt wieder. Nach Sansovino war es die „bontà“ des „Maoritio“, die so hoch geschätzt wurde, dass er als Mitdogen seinen Sohn durchsetzen konnte („ottenne per compagno nel Principato vn suo figlio“). Giovanni sei im Jahr 796 im Amt gefolgt. Dieser habe „a somiglianza del padre“ wiederum seinen Sohn zum Dogen erhoben. Durch eine Verschwörung (‚congiura‘), geführt von Obelerio und Fortunatus, dem Neffen des ermordeten Patriarchen von Grado, seien ‚die Dogen‘ 804 zur Flucht gezwungen worden. Implizit erkannte er also Mauritius als Dogen an.
Der Frankfurter Jurist Heinrich Kellner, der Oberitalien aus eigener Erfahrung kannte und der die venezianische Chronistik im deutschen Sprachraum bekannt machte, indem er weitgehend Marcello folgte, zählt in seiner 1574 erschienenen Chronica das ist Warhaffte eigentliche vnd kurtze Beschreibung, aller Hertzogen zu Venedig Leben, „Johann“ nicht als Dogen, sondern als „Gehilfen“. Das gilt auch für dessen Sohn „Moritz den Jüngeren“. Stattdessen subsumiert er die beiden unter Johannes' Vater „Mauritius Galbaius“, der als „Sibende[r] Hertzog“ erscheint. Nach Kellner verband sich zu dieser Zeit Fortunatus gegen die Dogen, musste jedoch, als die Verschwörung aufgedeckt wurde, an Kaiser Karls Hof fliehen. Dort redete er solange übel über die Venezianer, bis Karl seinem Sohn Pippin „befahl die Venetianer zu bekriegen“. Pippin zog „mit seinem Kriegßvolck an den ort/der Venediger Gebiet/da Eraclia und Equilio nahe am Lande lagen“. Deren Bewohner flohen „gen Malamocco und Rialto“. Ohne weiter über Mauritius Galbaius zu berichten, schließt Kellner an: „Aber Hertzog Johann … schicket sein Son Moritzen mit einer grossen Armada wider Johannem/ Ertzbischoffen zu Grado“. „Und damit der Gottloß Son seines Ungottfürchtigen Vatters willen erfüllet / als er den Ertzbischoff gefangen hette/warff er in von einem sehr hohen Thurn herab“. Daraufhin, so der Autor, habe sich „Fortunatus von Trieste“ mit den „Fürnemmesten zu Venedig“ zum Sturz der Dogen – auch hier die implizite Anerkennung – verbündet, um den Tod seines „Vorfahren“ zu rächen (hier ist wohl eher Amtsvorgänger gemeint). Doch auch dies wurde bekannt, so dass er und seine Mitwisser nach „Tervis“, also nach Treviso, fliehen mussten. Wieder ging Fortunatus an Karls Hof in „Franckreich“, wieder bekriegte Pippin Venedig, womit der Autor von der sonst üblichen Darstellung abweicht. Schließlich erwähnt er noch: „Moritz / der alt / (wie Onitendus schreibt) blieb Hertzog drey und zwentzig jar/und sein Son regiert die Gemein neun jar/und noch alsviel darzu/das ist noch neun nach seinem Vatter. Darnach/als er zu einem Gehülffen genommen hat Moritzen den Jüngern/sein Son/Im sibenden jar zog er* ins elendt mit dem Son.“ In einer Marginalie merkt Kellner an: „Das ist zu verstehen / als daß er sey verjagt worden.“ Die Abfolge der Ereignisse weicht insgesamt bei Kellner stark von den bis dahin üblichen Schilderungen ab.
In der Übersetzung der Historia Veneta des Alessandro Maria Vianoli, die 1686 in Nürnberg unter dem Titel Der Venetianischen Hertzogen Leben / Regierung, und Absterben / Von dem Ersten Paulutio Anafesto an / biss auf den itzt-regierenden Marcum Antonium Justiniani erschien, nennt Vianoli für Johannes die Eigenschaften „Ungerechtigkeit, Grausamkeit, Geitz und ungeziemliche Begierden seines Gemüths“. Im Gegensatz dazu war für Vianoli der von einem Turm gestürzte Patriarch Johannes von Grado „ein sehr aufrichtig und redlicher Mann“, dessen Ermordung zur Folge hatte, dass die Venezianer begannen, die beiden Exponenten Fortunatus und Obelerio, „den damaligen Zunfftmeister zu Malamocco“, „wider sie anzuhetzen“. Doch die Verschwörung wurde aufgedeckt und die Exponenten mussten fliehen. Nach der Einfügung eines Berichtes über eine gewaltige Überschwemmung, während der viele Venezianer die Inseln verlassen wollten, setzt Vianoli unvermittelt fort, es sei schließlich, nachdem die Dogen „von Tag zu Tag noch viel mehr gehässigez und verdrüsslichez gemacht“ hätten, doch so weit gekommen, dass sich „die meisten von Malamocco“ über die „Absetzung“ des Dogen geeinigt hätten. Nach Vianoli herrschte der Doge neun Jahre allein sowie weitere acht Jahre gemeinsam mit seinem Sohn bis zum Jahr 804 (S. 69 f.).
Die Herrschaftsdaten waren im späten 17. Jahrhundert offenbar immer noch umstritten, was erst Recht für die früheren Dogen galt. So schrieb 1687 Jacob von Sandrart in seinem Werk Kurtze und vermehrte Beschreibung Von Dem Ursprung / Aufnehmen / Gebiete / und Regierung der Weltberühmten Republick Venedig, dass der Sturz der beiden Dogen, ein Ereignis war, „welches einige in das 800. Jahr stellen“.

### Historisch-kritische Darstellungen
Johann Friedrich LeBret wusste ab 1769 in seiner Staatsgeschichte der Republik Venedig seine Leserschaft mit seinen schwungvoll formulierten Rückprojektionen zu unterhalten, die vielfach das Schweigen der Quellen überbrücken mussten. Nach ihm hatte sich Johannes „bisher so zu verstellen gewußt, daß er seine lasterhaften Neigungen durch nichts verraten hatte. Nachdem die Bande der Ehrfurcht verschwunden waren, so verschwand auch sein Zwang.“ (S. 116) Ähnliches galt für seinen Sohn „Moriz“. „Vater und Sohn waren zween willkürliche Regenten, welche sich den Lüsten überließen, und vor welcher die Schamhaftigkeit des weiblichen Geschlechtes nicht mehr gesichert war.“ (S. 120). Ein enormes Hochwasser betrachteten die Venezianer als Warnung an die Fürsten: „So sehr man jetzo diese Erscheinung in Venedig gewohnt ist, so abergläubisch beurtheilte man sie damals.“ Nachdem Obelerius von den nach Treviso geflohenen Anhängern des Fortunatus und den in Venedig verbliebenen, anti-dynastisch denkenden „Adeligen“ zum „Herzoge“ gewählt worden war, so LeBret, genügte „das bloße Gerücht von dieser Ausrufung“, „Johannes und Morizen so furchtsam“ zu machen, dass sie sich entschlossen zu fliehen. Während der Vater nach Mantua floh, versuchte Mauritius vergeblich die Wiedereinsetzung in das Dogenamt bei Kaiser Karl zu erreichen. Auch der von den beiden Dogen eingesetzte Bischof „Christoph“ floh nach „Frankreich“, durfte jedoch gleichfalls nie zurückkehren. Johannes habe, als er noch im Amt war, den misstrauischen Pippin dadurch zu neutralisieren versucht, dass „Nicephorus“, der Ostkaiser Nikephoros I. also, eine Flotte schicken möge, um „Pipin im Zaume zu halten“ (S. 123). Obelerius kam laut LeBret erst nach Venedig, nachdem er von der Flucht der Dogen erfahren hatte.
Girolamo Francesco Zanetti lieferte noch 1765 die gewohnten Deutungen. Er durchbrach jedoch die gängige Legitimitätsauffassung, denn er erkannte „Mauritius II.“ in seinem Chronicon Venetum den Status eines „Dux“ zu, eines Status, den ihm sein Vater im 18. Herrschaftsjahr eingeräumt habe.
In populären Darstellungen wurde der zentrale Aspekt der Dynastiebildung immer wieder betont und als Verfehlung gedeutet, die beinahe zwangsläufig zum Umsturz führen musste, aber nur dann, wenn sie sich mit einem schlechten Charakter des Dogen in Verbindung bringen ließ. So nahm August Daniel von Binzer 1845 an, dass der von 764 bis 787 regierende Mauritius (I.) „obgleich er, die Wahlfreiheit beeinträchtigend, 778 seinen Sohn zum Mitregenten ernannt hatte“, und, nachdem dieser wiederum 796 seinen Sohn Maurizio zum Mitregenten erhoben hatte, die erste Voraussetzung gegeben war. Beide regierten zudem „so tyrannisch und selbstsüchtig, daß sie nach wiederholten vergeblichen Versuchen endlich beide abgesetzt und verbannt wurden“.
Samuele Romanin räumte den drei Dogen 1853 in großer Detailfreude Raum in seinem zehnbändigen Opus  Storia documentata di Venezia ein. Dabei trifft er immer wieder Aussagen, die sich mit den Quellen nicht decken, wie etwa die, dass der nunmehr in einem Gefecht verletzte Patriarch von Grado vom Turm seines eigenen Palastes gestürzt worden sei.
August Friedrich Gfrörer († 1861) glaubte in seiner 1872 posthum erschienenen Geschichte Venedigs von seiner Gründung bis zum Jahre 1084, dass es sich um eine „Scheinwahl“ gehandelt habe, durch die Johannes als Mitdoge von den Venezianern akzeptiert worden sei. Nach ihm regierte Johannes insgesamt 25 Jahre lang, und zwar neun mit seinem Vater, neun allein und weitere sieben Jahre neben seinem Sohn. Gfrörer, der schon bei den früheren Dogen stets Byzanz als einen der Drahtzieher betrachtete, und die Gegenseite zunächst in den Langobarden, dann den Franken im Bunde mit dem Papst sah, meinte auch hierin das Werk des Ostkaisers zu erkennen. Nachdem Johannes' Vater, „alt und lebenssatt“ 787 gestorben war, vermeldet die Chronik Andrea Dandolos sogleich, Johannes seinerseits habe sich nun Mauritius II. als Nachfolger bestätigen lassen, nach Gfrörer auch wieder vom Ostkaiser. Dabei vermutet der Verfasser, dass die Einsetzung des griechischen Bischofs von Olivolo womöglich eine Bedingung für die Anerkennung darstellte. Ansonsten folgt Gfrörer der Darstellung Dandolos.
Nachdem der posthume Herausgeber Dr. Johann Baptist von Weiß dem Übersetzer ins Italienische, Pietro Pinton, untersagt hatte, die Aussagen Gfrörers in der Übersetzung zu annotieren, erschien Pintons italienische Fassung im Archivio Veneto in den Jahresbänden XII bis XVI. Allerdings hatte Pinton durchgesetzt, dass er eine eigene Darstellung im besagten Archivio Veneto publizieren durfte, die jedoch erst 1883 erschien. Pinton gelangte in seiner Untersuchung zwar häufig zu gänzlich anderen, weniger spekulativen Ergebnissen, als Gfrörer, jedoch stimmte er im Zusammenhang mit der ersten Dogendynastie dem Autor weitgehend zu. Dabei glaubt Pinton, dass Gfrörer mit der Behauptung, dass zum Zeitpunkt der Ermordung des Bischofs schon beinahe alles Land, über das die beiden Dogen herrschten, von den Franken bedroht gewesen sei. Darüber hinaus hielt er Gfrörer vor, er komme durch eine falsche Chronologie zu unzutreffenden Schlüssen über die Motivationen der Beteiligten. Dies erweise sich etwa daran, dass er zwar geschrieben habe, dass Andrea Dandolo von Paulus Diaconus abgeschrieben habe, doch danach folge er nur noch dem Werk des Dogen, ohne dass Gfrörer die Unterschiede zwischen den beiden Autoren wahrgenommen habe (S. 40–42).
1861 widmete Francesco Zanotto in seinem Il Palazzo ducale di Venezia dem Dogen gut zwei Seiten. Wie alle Historiker, wie Zanotto selbst meint, schreibt auch er den Dogen die übelsten Eigenschaften zu: Vater Johannes und Sohn Mauritius seien „una coppia di tiranni“, ein ‚Tyrannenpaar‘, dem Gesetz und Eigentum der Venezianer gleichgültig gewesen seien. Im Übrigen hielt Zanotto die Erhebung des Sohnes zum Mitdogen für die wichtigste Tat des Johannes, die die Bewohner der Lagune jedoch nicht, wie bei seinem Vater, in Anerkennung seiner Leistungen akzeptierten, sondern aus Angst. Das Gerücht, wie Zanotto selbst es nennt, dass Pippin in Ravenna eine Flotte bauen lasse, und dass die Franken damit Venedigs Freiheit bedrohten, wurde auf Seiten der Dogen bemüht, um mit einer Flotte gegen Grado vorzugehen. Ihre Gegner fürchteten demnach, dass das Ziel der Dogen sei, „absolute Herren“ (‚assoluti signori‘) zu werden. Fortunatus führte laut Zanotto eine „vendetta“ gegen die Galbaii, eine Blutrache, die schließlich von Erfolg gekrönt war. Auf Geheiß Karls des Großen führte diese Tat beide Dogen in die Verbannung – nach Zanotto in Mantua.
Heinrich Kretschmayr glaubte gleichfalls, das Jahr 778 sei das Jahr gewesen, in dem „Dux Mauritius“ sich „seinen Sohn Johannes als mitamtierenden Dux zur Seite“ stellte. Er war demnach ab 787 allein im Amt und nahm seinerseits seinen Sohn „Mauritius (II.)“ im Jahr 795 ins Amt. Dieses „Mitregierungssystem“ war nach Kretschmayr „mit Ursache der schließlichen Vertreibung dieser ersten Dogendynastie“. Kretschmayr nimmt zudem an, die „Haltung der Provinz“ sei „durchaus loyal“ gegenüber Byzanz gewesen, und daher habe man sich in Konstantinopel „zur Wiederabschaffung der dem Monegarius beigegebenen Kontrolltribunen verstanden“ (S. 52).